# حوض‌خانه هجیج
حوض‌خانه پیر یا حوض‌خانه هجیج مربوط به سده‌های متاخر دوران‌های تاریخی پس از اسلام است و در شهرستان پاوه، بخش نوسود، دهستان سیروان، روستای هجیج واقع شده و این اثر در تاریخ ۱۸ اسفند ۱۳۸۷ با شمارهٔ ثبت ۲۴۸۵۵ به‌عنوان یکی از آثار ملی ایران به ثبت رسیده است.